# Skupina dubů ve Sloním údolí
Skupina dubů ve Sloním údolí jsou památné stromy u vsi Vatětice u města Hartmanice. Tři duby letní (Quercus robur) rostou nad levým břehem Radešovského potoka na hraně Sloního údolí jihovýchodně od Vatětic, v nadmořské výšce zhruba 580 metrů, asi 150 metrů proti proudu od místa, kde do Radešovského potoka ústí bezejmenný potůček, stékající od Vatětic. Obvody jejich kmenů měří 240, 290 a 312 cm a jejich výšky dosahují shodně 20 m (měření 1995). V létě roku 2011 byly poškozeny vichřicí. Chráněny jsou od roku 1995 jako krajinné dominanty.

## Stromy v okolí
- Lípa ve Vatětické aleji
- Palvínovská alej
- Palvínovská lípa
- Radešovská lípa
- Skupina dubů u Radešovského mostu
- Skupina dubů zimních
- Skupina dubů zimních
- Skupina stromů v zámeckém parku
- Vatětický jasan
- Vatětický javor
- Vatětická lípa
- Vatěticko-mouřenecká alej
- Zámecký klen

## Galerie

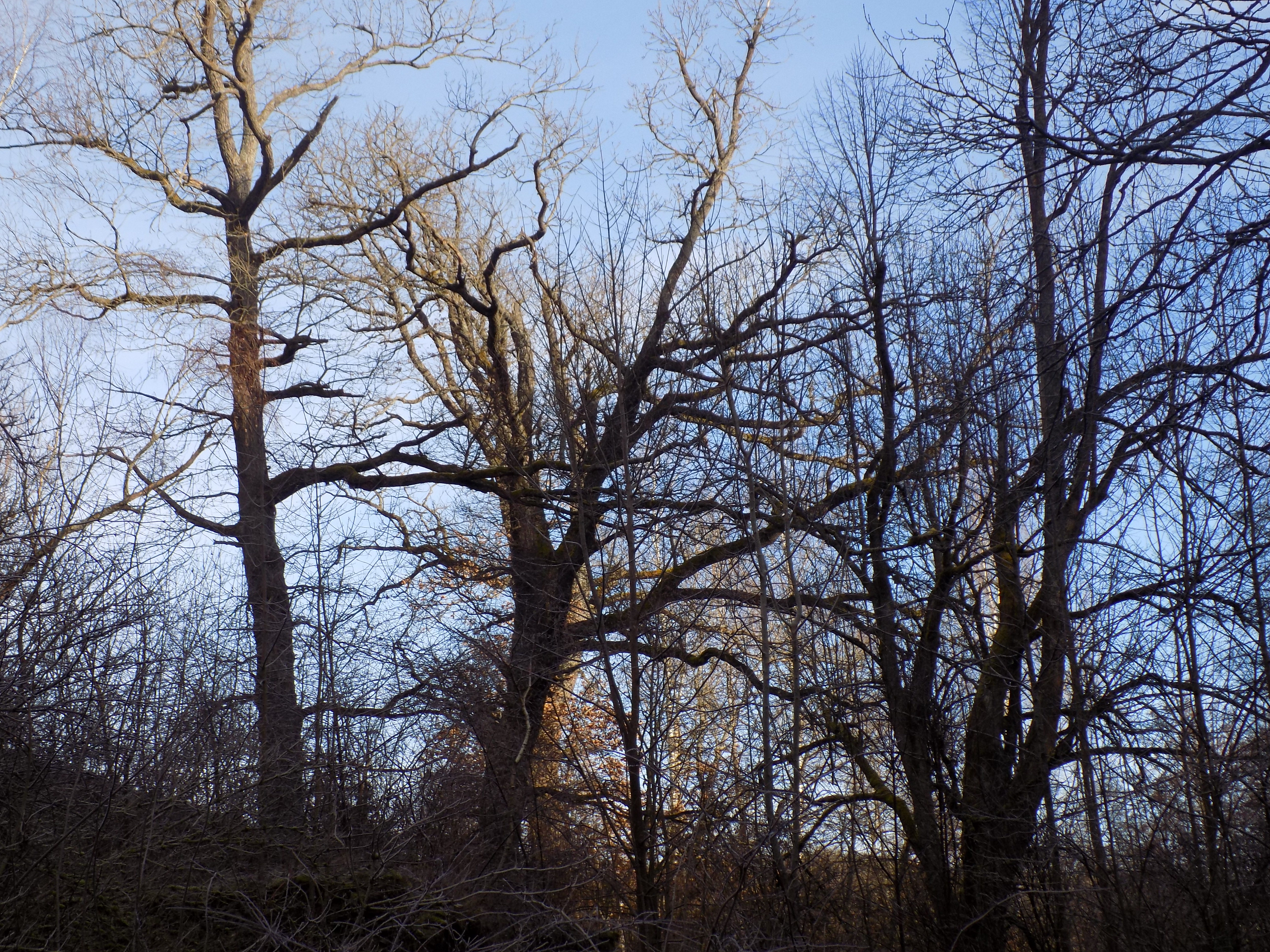
Dva duby v hustém podrostu
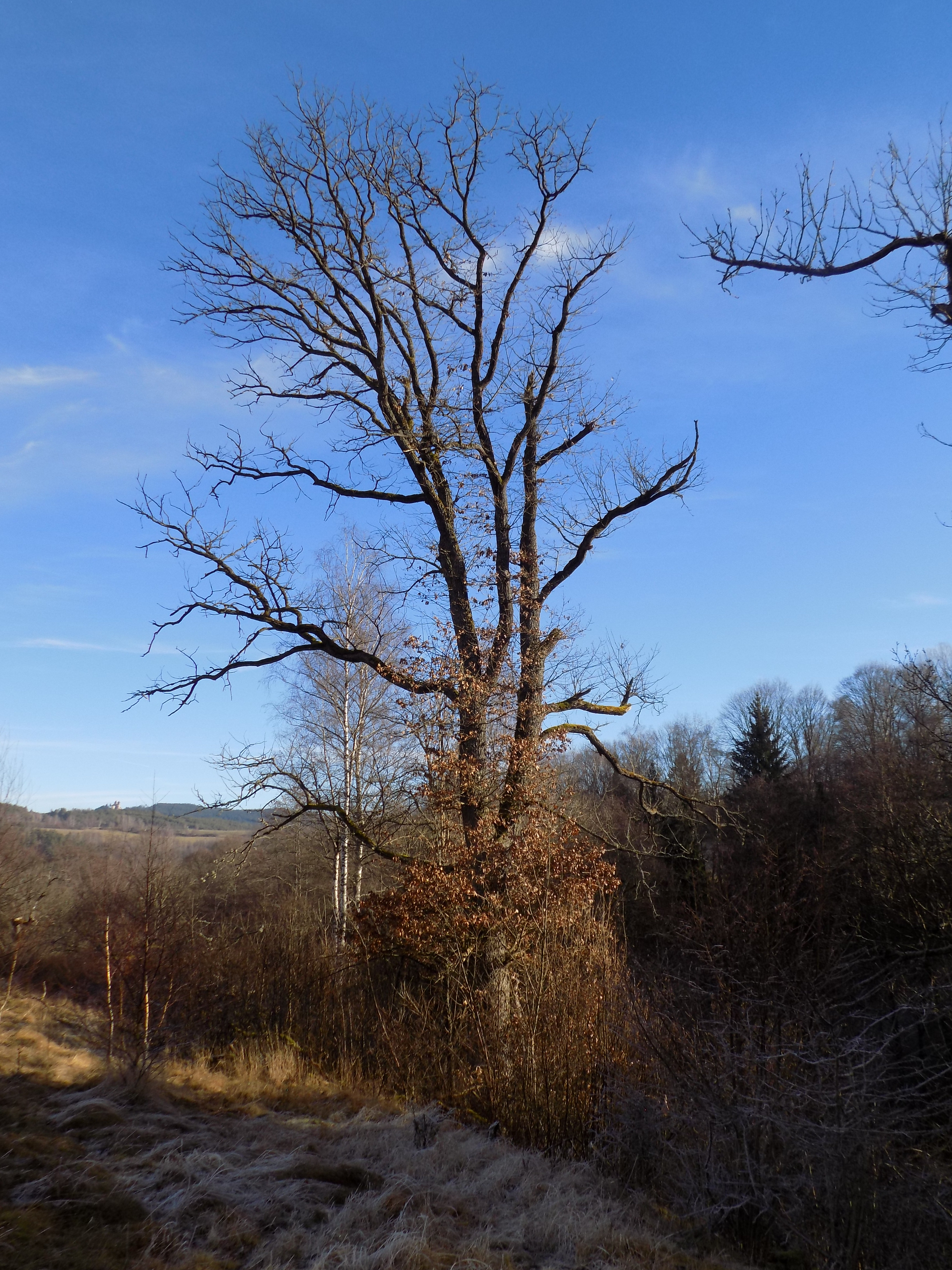
První dub
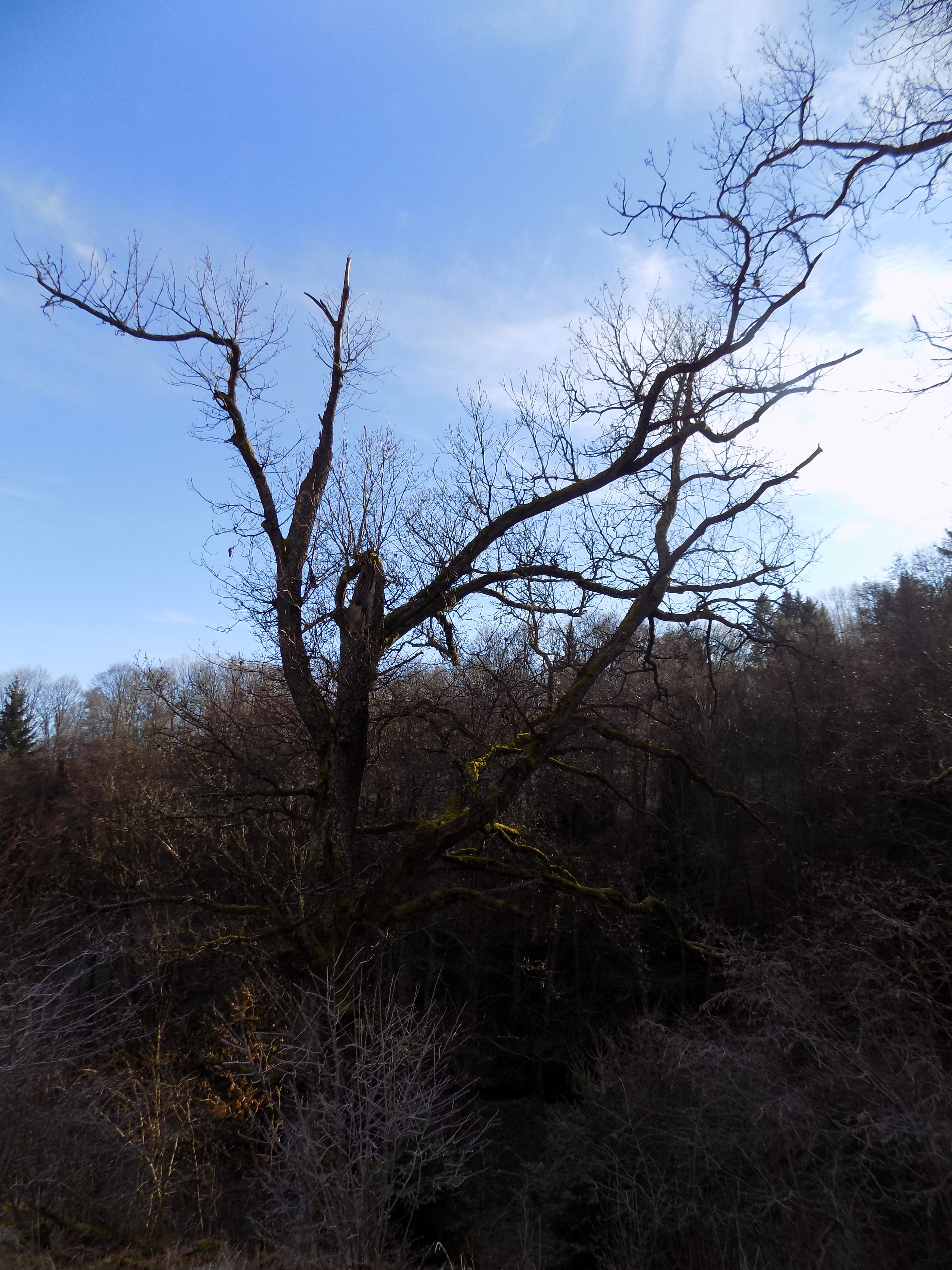
Druhý dub
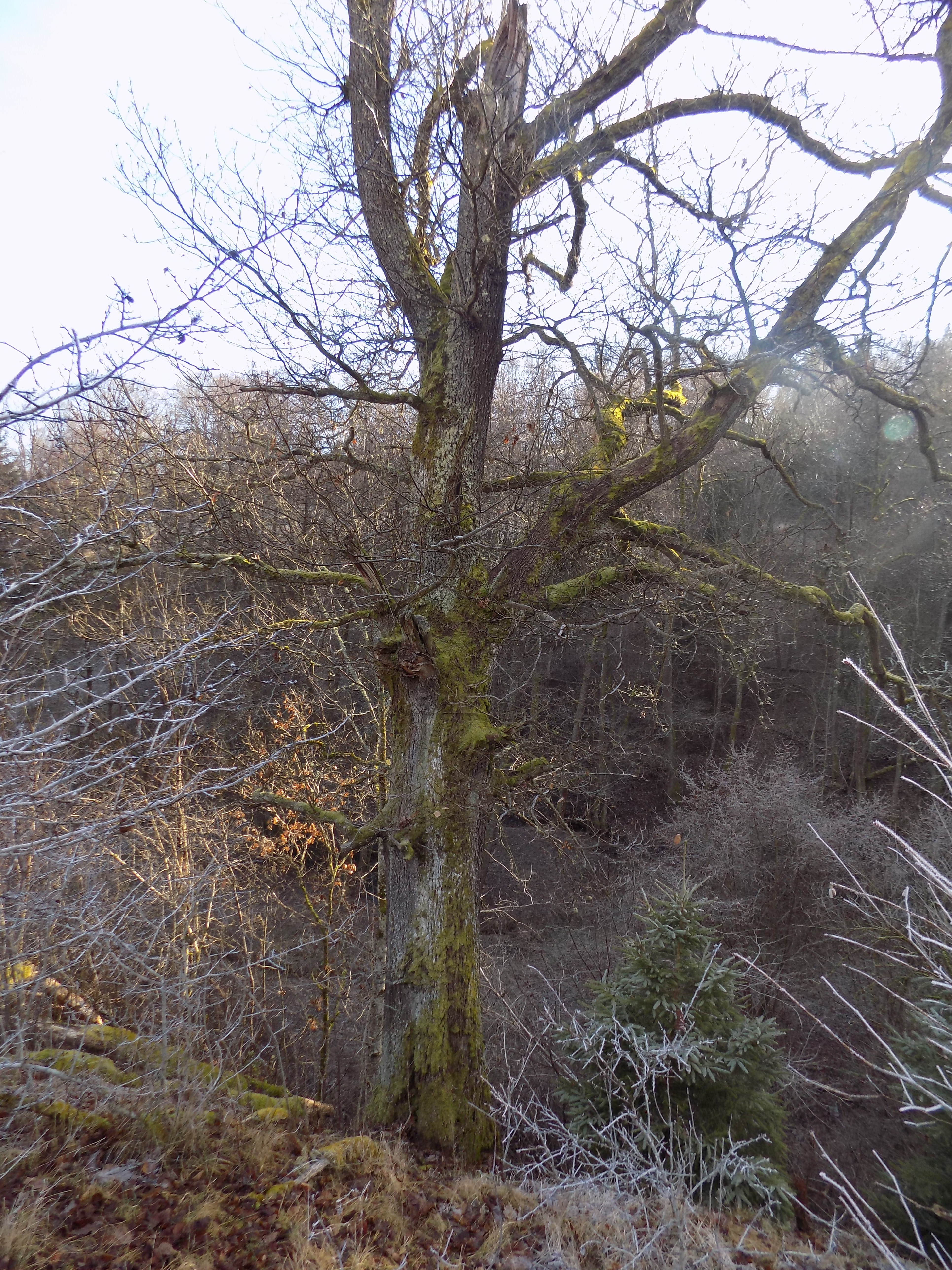
Třetí dub